# Curt Arpe
Curt Arpe  (* 28. August 1913 in Hamburg; † 8. Februar 1942) war ein deutscher Altphilologe und Philosoph.

## Leben und Wirken
Curt Arpe war der Sohn des Kaufmannes Otto Arpe; er besuchte das Matthias-Claudius-Gymnasium in Wandsbek, wo er 1932 das Abitur ablegte. Ab dem Wintersemester 1932/33 studierte er – unterbrochen von zwei Semestern an der Universität Freiburg – an der Hamburger Universität unter anderem bei Ernst Kapp und Bruno Snell Altphilologie und Philosophie. Nach seinem Studium arbeitete er als Assistent am klassisch-philologischen Seminar der Universität Erlangen. Er fiel im Zweiten Weltkrieg als Gefreiter eines Infanterie-Regiments an der Ostfront in Russland.
Bekannt geworden ist er im akademischen Bereich mit seiner 1937 vorgelegten Dissertationsschrift Das Ti ēn einai bei Aristoteles. Die nach dem Krieg an der Universität Erlangen gegründete Dr.-Curt-Arpe-Stiftung ging 1958 neben vielen anderen in der Vereinigten Stipendienstiftung für Studenten aller Fakultäten und Konfessionen der Universität Erlangen auf.
Arpe war verheiratet mit Ellinor Arpe (geb. Bucerius).

## Schriften
- Das Ti ēn einai bei Aristoteles, Hochschulschrift der Hansischen Universität, Hamburg 1937. nbn-resolving.org
- „Substantia“, in: Philologus 94, 1941, S. 65–78.